# Valdas Kuzabavičius
Valdas Kuzabavičius (20. Jahrhundert) ist ein litauischer Jurist und ehemaliger Politiker, Bürgermeister von Alytus.

## Leben
Valdas Kuzabavičius absolvierte das Studium der Rechtswissenschaft und arbeitete danach als Ermittler bei der sowjetlitauischen Miliz. Danach wurde er Beamter und arbeitete in der Kommunalverwaltung Alytus.
Er war in Sowjetlitauen Mitglied von Lietuvos komunistų partija und KPdSU. Von 1990 bis 1994 war er Deputat im Rat der Gemeinde Druskininkai. Von 1994 bis zum April 1995 war er Bürgermeister der Stadtgemeinde Alytus. 2010 wurde gegen ihn ein Ermittlungsverfahren bei FNTT eröffnet. 2013–2014 wurde er im Bezirksgericht Kaunas mit der Freiheitsstrafe von 3 Jahren verurteilt.